# Phalonidia lojana
Phalonidia lojana es una especie de polilla del género Phalonidia, categorizada en la tribu Cochylini, de la subfamilia Tortricinae.

## Distribución
Se distribuye por América del Sur: Ecuador, en la provincia de Loja.

## Taxonomía
Fue descrita por Razowski & Becker en 2002 y publicada en la revista Acta Zoologica Cracoviensia 45: 291.